# Activ
Activ – румунське диско тріо, утворене в 1999 році у Тімішоарі.

## Склад гурту
- Oana Paola Nistor "Oana" – вокал
- Rudolf Oszkar Stefanic "Rudi" – вокал
- Flaviu Cicirean "Avi" – вокал

## Дискографія
- Sunete (1999)
- În Transă (2002)
- Motive (2004)
- Superstar (2005)
- Everyday (2007)